# 島村日出人
島村 日出人（しまむら ひでと、1962年4月14日 - ）は、日本の俳優。愛知県出身。ガイズエンターテイメントに所属していた。

## テレビドラマ
- もっとあぶない刑事
- 火曜サスペンス劇場 名無しの探偵11
- 七曲署捜査一係
- はみだし刑事情熱系
  - PART2
  - PART4
- 刑事貴族

## 映画
- 国会へ行こう!
- 嗚呼!!花の応援団（平成版）（木村）
- マルタイの女（襲撃する信者）
- あぶない刑事

## 特撮
- 七星闘神ガイファード（ミノー / メタルマスター）
- ウルトラマンガイア（愚連隊）